# Yin Jian
Yin Jian (chinesisch 殷劍, Pinyin Yīn Jiàn; * 25. Dezember 1978 in Xichang) ist eine ehemalige chinesische Windsurferin.

## Erfolge
Yin Jian nahm an den Olympischen Sommerspielen 2004 in Athen und 2008 in Peking teil. 2004 belegte sie in der Bootsklasse Mistral mit 33 Punkten den zweiten Platz hinter Faustine Merret und vor Alessandra Sensini und gewann damit die Silbermedaille. Vier Jahre darauf verliefen die Spiele in der Bootsklasse RS:X noch erfolgreicher für sie: mit 39 Punkten blieb sie einen Punkt vor Alessandra Sensini und sicherte sich so den Olympiasieg.